# Gobierno reformado de la República de China
El Gobierno reformado de la República de China fue un gobierno títere instalado en Nankín por el Imperio del Japón en marzo de 1938, durante la segunda guerra sino-japonesa. Los japoneses lo remplazaron por el Gobierno nacionalista de Nankín en marzo de 1940.
Fue el primer gobierno títere que los japoneses instauraron en Nankín, y lo componían políticos que habían trabajado anteriormente para los caudillos militares chinos del periodo de entreguerras.

## Historia
Tras la retirada de las fuerzas del Kuomintang de Nankín en 1938, y tras su derrota en la batalla de Nankín, el Cuartel General Imperial japonés autorizó la creación de un régimen colaboracionista para dar la apariencia de un control local, al menos nominal, sobre la China central y meridional ocupada por Japón. La China septentrional ya estaba bajo una administración separada, el Gobierno provisional de la República de China, desde diciembre de 1937. El Ejército Expedicionario de China Central elaboró planes ese mes para establecer su propio gobierno títere en la región del Bajo Yangtsé. Se elaboraron varios documentos que detallaban el apoyo financiero, así como los objetivos económicos y políticos para la formación del régimen. Los documentos también reconocían la eventual fusión del Gobierno provisional con el de China central. La tarea en la que se centraron fue reclutar líderes políticos y militares para dirigir el gobierno.
El primer candidato a liderar el gobierno fue Tang Shaoyi, exlíder del Kuomintang, opositor a Chiang Kai-shek. Estaba dispuesto a hacerlo, pero los japoneses no accedieron a su exigencia de unificar el Gobierno provisional bajo su liderazgo, por lo que decidieron reservarlo para una fecha posterior. Sin embargo, Tang fue asesinado poco después. Finalmente, encontraron y negociaron con Liang Hongzhi, un expolítico de la camarilla de Anhui de principios de la era republicana que mantenía vínculos con Japón, que había abandonado la política nacional en el década de 1920, tras la derrota de Duan Qirui. Él y varios otros candidatos reclutados se reunieron en Tokio y, en una reunión celebrada el 19 de febrero de 1938, se decidió que el régimen utilizaría la antigua bandera e himno del Gobierno de Beiyang. Liang tomó posesión el 28 de marzo de 1938.  Los miembros del gobierno eran en general antiguos políticos de mediana importancia que habían pertenecido a la camarilla de Anhui o eran disidentes del Kuomintang. Representaban una ideología filoconfuciana más conservadora que la de este partido.
La autoridad del nuevo gobierno se limitaba a tres provincias: Anhui, Zhejiang y Jiangsu, pero, en realidad, carecía de poder fuera de las principales ciudades. Con escasas simpatías entre la población, nunca llegó a contar con una estructura administrativa firme y siempre estuvo escaso de personal. Sus fuerzas armadas las constituían algunas reducidas unidades nacionalistas que habían cambiado de bando al quedar aisladas durante la retirada china de 1937. Mantuvo tirantes relaciones con el Gobierno provisional de la República de China en Pekín, también creado por los japoneses.  El manifiesto del régimen señaló las consecuencias del gobierno del Kuomintang y agradeció a sus aliados japoneses por "rescatar" a China, afirmando que el Gobierno Reformado era la solución.
Los japoneses lo disolvieron cuando lograron alcanzar un acuerdo para formar una estructura alternativa con el nacionalista colaboracionista Wang Jingwei, que el 30 de marzo de 1940 proclamó la creación del nuevo Gobierno nacionalista de Nankín.

## Fuerzas armadas
El ejército del Gobierno reformado estaba dirigido por Ren Yuandao, ministro de Pacificación, e inicialmente consistía de alrededor de 10.000 tropas en el momento de su creación, llegando a alcanzar los 30.000 efectivos para 1939. Estas tropas eran consideradas como "poco confiables" por los japoneses debido a su pobre entrenamiento y falta de equipamiento. A tal efecto se estableció una academia militar con un curso inicial de unos cientos de cadetes, en vistas a proporcionar un cuerpo de oficiales confiable y compuesto de soldados sin la sospecha de haber servido anteriormente en el Ejército Nacional Revolucionario. Sin embargo, el ejército del Gobierno reformado siguió siendo enormemente incompetente y se informó en varias ocasiones de cómo huían de los insurgentes nacionalistas y comunistas que se encontraban. También se estableció una pequeña fuerza naval para patrullar los ríos y el litoral con algunas pequeñas embarcaciones, liderada por un almirante desertor de la Armada de la República de China. En suma, estaba planeado establecer también una fuerza aérea y a tal efecto se adquirieron materiales para el entrenamiento aéreo comprado a Japón, pero no estaba constituida en el momento de la fusión de los gobiernos títere.